# Souvenaid
Souvenaid – dietetyczny środek spożywczy przeznaczenia medycznego (FSMP). Produkowany jest w formie płynnej. Stosuje się go w leczeniu żywieniowym pacjentów we wczesnych stadiach choroby Alzheimera. Badania nad preparatem polegały na przeprowadzaniu randomizowanych badań klinicznych z grupą kontrolną, w toku których wykazano, że produkt ten ma wpływ na poprawę pamięci u pacjentów z wczesnymi objawami choroby Alzheimera.
Souvenaid został opracowany przez dział Advanced Medical Nutrition, będący częścią firmy Nutricia. Zawiera opatentowaną kompozycję składników odżywczych oznaczonych marką handlową Fortasyn Connect™.

## Skład[5]
- Kwas eikozapentaenowy, 300 mg
- Kwas dokozaheksaenowy, 1200 mg
- Fosfolipidy, 106 mg
- Cholina, 400 mg
- Monofosforan urydyny, 625 mg
- Witamina E (α-tokoferol), 40 mg
- Witamina C, 80mg
- Selen, 60 µg
- Witamina B12, 3 µg
- Witamina B6, 1 mg
- Kwas foliowy, 400 µg

## Praca nad produktem Souvenaid
Souvenaid powstał w wyniku prac zespołu badawczego z amerykańskiej uczelni Massachusetts Institute of Technology (MIT) i innych międzynarodowych grup badawczych działających do 2002 roku. Zespołami prowadzącymi większość badań kierował profesor Richard Wurtman z MIT.
Działanie produktu Souvenaid opiera się na założeniu, że zanikanie połączeń synaptycznych jest jednym z wyznaczników choroby Alzheimera oraz że to właśnie ono odpowiedzialne jest w głównej mierze ze zawiązane z chorobą zaburzenia pamięci. W fachowej literaturze naukowej znaleźć można dowody na to, że u pacjentów z chorobą Alzheimera występować mogą niedobory niektórych składników odżywczych, niezbędnych w procesie tworzenia się nowych połączeń synaptycznych w miejsce połączeń zanikających. Souvenaid sprawdzano w toku badań klinicznych i przedklinicznych.

### Badania przedkliniczne
W toku badań przedklinicznych zespoły naukowe opracowały modele wskazujące na to, że przyjmowanie większej ilości wybranych składników odżywczych może usprawnić syntezę fosfolipidów i błon komórkowych neuronów, jak również wspomóc tworzenie się kolców dendrytycznych, syntezę białek synaptycznych i rozrost neurytów, niezbędnych w procesie tworzenia się połączeń synaptycznych i przekazywania impulsów w układzie nerwowym. Najlepsze rezultaty uzyskano stosując kombinacje różnych składników odżywczych. Na podstawie modeli przedklinicznych wykazano także, że przyjmowanie odpowiednich składników odżywczych wpływa również na poprawę pamięci i zdolności uczenia się. Badania przedkliniczne stanowiły naukową podstawę, która pozwoliła na prowadzenie dalszych prac nad preparatem Souvenaid.

## Badania kliniczne

### Wczesne objawy choroby Alzheimera
Badania nad produktem Souvenaid polegały na przeprowadzeniu badań klinicznych randomizowanych podwójnie zaślepionych z grupą badawczą składającą się z osób z wczesnymi objawami choroby Alzheimera. W trakcie obu badań preparat Souvenaid porównywano z odpowiadającym mu izokalorycznym i izoazotowym napojem o identycznej konsystencji i smaku, podając oba środki grupom pacjentów z łagodnymi objawami choroby Alzheimera, nieleczonymi wcześniej za pomocą środków wykorzystywanych w terapii tej choroby.
W badaniu Souvenir I udział wzięło 225 pacjentów z łagodnymi objawami choroby Alzheimera (średnia MMSE=23,9). Badanie przeprowadzono w wielu placówkach na całym świecie: w Holandii, w Niemczech, w Belgii, w Zjednoczonym Królestwie oraz w Stanach Zjednoczonych. Wyniki badania opublikowano w 2010 roku w czasopiśmie naukowym „Alzheimer’s & Dementia”, w artykule autorstwa Philipa Scheltensa i jego współpracowników. Badanie wykazało, że w ciągu 12 tygodni Souvenaid znacząco poprawił pierwszorzędowe cele badania dotyczące opóźnienia pamięci werbalnej, mierzone na podstawie zmienionej Skali Pamięci Wechslera (eng. Wechsler Memory Scale-revised, WMS-r).
Badanie Souvenir II przeprowadzono na 259 pacjentach z łagodnymi objawami choroby Alzheimera (średnia MMSE=25,0). Badanie odbywało się w placówkach w Holandii, w Niemczech, we Francji, w Belgii, we Włoszech oraz w Hiszpanii. Wyniki zaprezentowane zostały po raz pierwszy przez Philipa Scheltensa podczas konferencji „Clinical Trials on Alzheimer’s Disease (CtAD)”, odbywającej się w San Diego w listopadzie 2011 roku. Badanie wykazało, że przyjmowanie przez 24 tygodnie preparatu Souvenaid ma istotny wpływ na poprawę pamięci, mierzoną badaniem pamięci w teście NTB (Neuropsychological Test Battery). Nie zaobserwowano natomiast istotnych, związanych z przyjmowaniem preparatu, zmian w wynikach części wykonawczej testu, co stanowiło drugorzędowy punkt końcowy badania.
Souvenaid był dobrze tolerowany przez pacjentów biorących udział w obu badaniach. Nie odnotowano różnic między grupami w zakresie częstotliwości pojawiania się efektów ubocznych. Oba badania przeprowadzono dzięki środkom otrzymanym od firmy Nutricia.

### Prodromalne objawy choroby Alzheimera
„LipiDiDiet” to badanie randomizowane z grupą kontrolną, prowadzone przez europejskie konsorcjum LipiDiDiet (European LipiDiDiet Consortium), finansowane ze środków Unii Europejskiej w ramach projektu FP7 LipiDiDiet, (nr umowy: 211696). Celem badania jest ocena wyników działania produktu Souvenaid u pacjentów z prodromalnymi objawami choroby Alzheimera, określanymi na podstawie kryteriów Dubois, przy trwającym 24 miesiące stosowaniu preparatu. Pierwszorzędowy punkt końcowy obejmuje zmiany w funkcjonowaniu poznawczym pacjentów poddawanych terapii produktem Souvenaid przez okres 24 miesięcy, których pomiaru polega na zmodyfikowanej wersji testu NTB. Drugorzędowe punkty końcowe dotyczą rozwoju choroby Alzheimera, funkcjonowania poznawczego pacjenta, wydolności organizmu, występowania objawów depresji, obecności biomarkerów w osoczu krwi, obrazowanego za pomocą rezonansu magnetycznego (MRI) tempa atrofii mózgu, parametrów związanych z odżywieniem organizmu, tolerancji i bezpieczeństwa preparatu.